# Æon Flux
Æon Flux ist ein US-amerikanisch-deutscher Science-Fiction-Film von Regisseurin Karyn Kusama. Gedreht wurde der Film im Jahr 2005 komplett in Deutschland an den Drehorten Berlin und Potsdam sowie im Filmstudio Babelsberg. Hauptdarstellerin ist die Oscar-Preisträgerin Charlize Theron. Der Film startete am 16. Februar 2006 in den deutschen Kinos.

## Handlung
Der Film spielt im Jahr 2415. Der Großteil der Menschheit wurde im Jahr 2011 von einer heimtückischen Seuche getötet. Die fünf Millionen Überlebenden verbringen ihr Leben in der letzten verbliebenen, von einer Mauer umgebenen Stadt Bregna, die von einem Rat von Wissenschaftlern kontrolliert und regiert wird.
Æon Flux, Agentin der Untergrundbewegung „Die Monicans“, die das unerklärbare Verschwinden von Menschen nicht länger hinnehmen will, soll den Regierungschef Trevor Goodchild töten. Noch vor Ausführung der Tat entdeckt sie, dass nicht alles so ist, wie es scheint. Plötzlich steht sie zwischen den Fronten und entdeckt, dass sie den Auftrag nicht mehr zu Ende führen kann, ohne großen Schaden zu verursachen. Auch hat sie plötzlich starke Gefühle für Trevor und eine ihr unerklärliche Erinnerung an ihn, was die Situation weiter verkompliziert.
Von Trevor erfährt sie, was die Bürger nicht wissen: Als Nebeneffekt des Heilmittels gegen die Seuche sind die Überlebenden unfruchtbar geworden. Stirbt jetzt ein Mitglied der Gesellschaft, wird es geklont und einem geeignet erscheinenden Paar als natürlich entstandene Schwangerschaft verkauft. Die zum Klonen benötigte DNS befindet sich in dem Luftschiff Relical, das über der Stadt schwebt. Nur die Mitglieder des Rates kennen die Wahrheit und erinnern sich an ihre vergangenen Leben. So wurde Trevor bereits sieben Mal geklont und arbeitet seit hunderten Jahren an der Suche nach dem Heilmittel gegen die Unfruchtbarkeit.
Im Laufe der Geschichte findet Æon zudem heraus, dass sie selbst ein Klon von Trevors Ehefrau Katherine ist und dass die Bewohner der Stadt inzwischen wieder fruchtbar werden und somit eine normale Fortpflanzung möglich ist. Oren Goodchild, Bruder des Regierungschefs, versucht dies allerdings zu verhindern und die rein auf Klonen basierende Gesellschaft zu erhalten, da er sein quasi endloses Leben nicht aufgeben möchte. Er hat auch die Experimente Trevors gegen die Sterilität sabotiert und über verwinkelte Kanäle die Ermordung seines Bruders durch die Monicans beauftragt. Æon Flux tötet schließlich Oren, zerstört das Relical und öffnet dabei die Mauer zum Dschungel außerhalb der Stadt.

## Hintergrund
Grundstein für diesen Film bildet die MTV-Zeichentrickserie Æon Flux aus der ersten Hälfte der 1990er-Jahre. Karyn Kusama schlug ursprünglich Brasília, die Hauptstadt Brasiliens, als Drehort vor, da die Architektur der Stadt gut ihren Vorstellungen von Bregna entsprach. Da Brasília jedoch infrastrukturelle Probleme sowie einen Mangel an technischer Expertise für die Durchführung von großen Filmproduktionen hatte, entschied man sich für Berlin und Potsdam als Drehorte.
Weite Flächen boten Schloss Sanssouci und das für die Bundesgartenschau 2001 angelegte Gelände. Für düstere Tunnelstimmung sorgten Szenen, die in den Berliner Wasserbetrieben gedreht wurden. Die meisten Szenen um den Regierungskomplex des Films entstanden im Berliner Tierheim Falkenberg. Als Sitzungssaal der Regierung wurde die Kondolenzhalle des Krematoriums Baumschulenweg genommen. Ebenfalls als Kulisse diente der Aerodynamische Park in Adlershof mit Trudelturm und Großem Windkanal, die in den 1930er-Jahren der Flugzeugentwicklung dienten. Im Weiteren waren die Außenbereiche des Hauses der Kulturen der Welt und des Bauhaus-Archivs sowie die Mexikanische Botschaft in Berlin und die Spandauer-See-Brücke Drehorte. Zur Kulisse sagt Regisseurin Karyn Kusama: „Ich wollte eine organische Welt zeigen, die nicht so sehr von der Hardware beeinflusst ist.“

## Unterschiede zur Vorlage
- Der Film unterscheidet sich in einigen Punkten stark von der Vorlage, so wird im Film beispielsweise die Stadt Bregna als letzter Zufluchtsort der Menschheit gezeigt. In der Zeichentrickserie hingegen ist Bregna keine Stadt, sondern ein ganzes Land, und Monica ist ebenfalls eine Nation und keine Vereinigung von Rebellen und Terroristen wie im Film.
- Der kühle, logische Charakter von Trevor Goodchild als starkem, entschlossenem Führer in der Serie ist eigentlich das Gegenteil von seinem Filmpart: Dort tritt Trevor als schuldbeladener, unwissender und eigentlich friedliebender Wissenschaftler auf.
- Die weit entwickelte Technologie der Serie wird im Film als seltsame Biotechnologie ohne irgendwelche Formen von Hardware gezeigt, in der Zeichentrickserie hingegen spielen Computer und andere Maschinen eine tragendere Rolle.
- Aeon Flux ist in der Vorlage eine Ausländerin, die immer wieder in Trevors Land Bregna einbricht und geheime Aufträge erledigt. Im Film hingegen ist sie eine Bürgerin von Bregna und somit eher Terroristin als Agentin.
- In der Zeichentrickserie besitzen die Menschen weit entwickelte Autos, Gleiter und Flugmaschinen, im Film hingegen existieren als einzige Fahrzeuge überhaupt nur eine Art Untergrundbahn und ein Luftschiff.
- In der Zeichentrickserie verfügt Trevor über eine riesige Armee loyaler Soldaten und Bürger. Im Film scheint er nur ein paar hundert Soldaten zu kontrollieren.
- Das Militär Trevors ist in der Zeichentrickserie sehr viel weiter entwickelt und sehr viel besser ausgebildet, als es im Film der Fall ist. Hier stehen die Soldaten meist nur herum und wissen bei einem Angriff von Aeon Flux nicht, wie sie reagieren sollen, während sie in der Serie über ein breites Repertoire an Kampfkünsten und modernen Waffen verfügen.
- Im Film ist Trevor der Klon eines vor 400 Jahren verstorbenen Wissenschaftlers. In der Serie ist er weder ein Klon noch 400 Jahre alt.

## Synchronisation
Die deutsche Synchronisation entstand nach einem Dialogbuch von Sven Hasper und Markus Jahn unter der Dialogregie von Sven Hasper im Auftrag der Berliner Synchron GmbH.
| Schauspieler       | Rollenname       | Synchronsprecher         |
| ------------------ | ---------------- | ------------------------ |
| Charlize Theron    | Æon Flux         | Bianca Krahl             |
| Marton Csokas      | Trevor Goodchild | Thomas Nero Wolff        |
| Jonny Lee Miller   | Oren Goodchild   | Dennis Schmidt-Foß       |
| Sophie Okonedo     | Sithandra        | Victoria Sturm           |
| Caroline Chikezie  | Freya            | Melanie Pukaß            |
| Pete Postlethwaite | Keeper           | Friedrich Georg Beckhaus |
| Ralph Herforth     | Gärtner          | Ralph Herforth           |
| Yangzom Brauen     | Inari            | Yangzom Brauen           |
| Frances McDormand  | Handler          | Heidrun Bartholomäus     |
| Amelia Warner      | Una Flux         | Ilona Brokowski          |
| Nikolai Kinski     | Claudius         | Sven Hasper              |

## Rezeption

### Kritiken
John Anderson spottete in der Los Angeles Times vom 5. Dezember 2005, der Film sei etwas, was Charlize Theron das Bezahlen der Rechnungen ermögliche, während sie sich in Filmen wie Monster und Kaltes Land engagiere. Der Film scheitere selbst als Action- bzw. Abenteuerfilm. Der Kritiker lobte lediglich die von Michelangelo Antonioni und Fritz Lang inspirierten Filmsets. Andererseits beanstandete er besonders stark den „frenetischen“ Schnitt. Der Film erntete ebenfalls Ablehnung von Seiten vieler Fans der originalen Serie, die dem Film vorwarfen, kaum Ähnlichkeit mit der Vorlage zu haben.
Auf Metacritic erhielt der Film einen Metascore von 36, basierend auf 23 Kritiken.

### Einspielergebnis
Wirtschaftlich war der Film ein Misserfolg. Das weltweite Brutto-Einspielergebnis betrug laut boxofficemojo.com 52 Millionen US-Dollar, davon entfielen 26 Millionen auf den nordamerikanischen Markt. Die Produktionskosten beliefen sich auf 62 Millionen US-Dollar. In Deutschland hatte der Film die vergleichsweise geringe Anzahl von 127.000 Besuchern und spielte umgerechnet nicht einmal eine Million Dollar ein.